# Xanthopimpla mononyx
Xanthopimpla mononyx är en stekelart som beskrevs av Chao 1997. Xanthopimpla mononyx ingår i släktet Xanthopimpla och familjen brokparasitsteklar. Inga underarter finns listade i Catalogue of Life.